# Kalikst Borzewski
Kalikst Borzewski, pseudonim Gadomski (ur. w 1805 w Ugoszczu, zm. 1 sierpnia 1836 w Zubiri) – polski wojskowy, uczestnik powstania listopadowego.
Był synem Ludwika i Salomei z Nałęczów. W 1830 r. należał do organizatorów powstania listopadowego w Płockiem. Walczył w bitwach pod Różanem, Szelkowem, Nasielskiem i Rajgrodem. W czasie powstania awansował do stopnia kapitana, a po bitwie pod Nasielskiem odznaczony został Złotym Krzyżem Virtuti Militari.
Po upadku powstania znalazł się na emigracji, najpierw we Francji, a następnie w Belgii, gdzie wstąpił do wojska belgijskiego. W 1833 r. mianowany został dowódcą okręgowym na obwód lipnowski i płocki w wyprawie „Zemsty Ludu”, inspirowanej przez Joachima Lelewela. Opuścił więc szeregi wojska belgijskiego i udał się do Polski.
Od 1835 r. służył w wojsku hiszpańskim we francuskiej Legii Cudzoziemskiej. W dniu 1 sierpnia 1836 r. w stopniu majora, poległ w bitwie pod Zubiri w Hiszpanii. Pochowany został w dniu 3 sierpnia w kościele św. Ludwika w Pampelunie. Płyta pamiątkowa poświęcona Kalikstowi Borzewskiemu znajduje się w kościele oo. Karmelitów w Oborach.

## Literatura dodatkowa
- Stanisław Płoski: Borzewski Kalikst. W: Polski Słownik Biograficzny. T. 2: Beyzym Jan – Brownsford Marja. Kraków: Polska Akademia Umiejętności – Skład Główny w Księgarniach Gebethnera i Wolffa, 1936, s. 362–363. Reprint: Zakład Narodowy im. Ossolińskich, Kraków 1989, ISBN 83-04-03291-0.